# ويليام هنري هابارد
ويليام هنري هابارد هو طيار بطل كندي، ولد في 19 مايو 1886 في كينغستون في كندا، وتوفي في 19 يونيو 1960.